# Acuña Rocks
Acuña Rocks är en kulle i Antarktis som ligger i Västantarktis. Argentina, Chile och Storbritannien gör anspråk på området.
Terrängen runt Acuña Rocks är huvudsakligen kuperad, men platt i den allra närmaste omgivningen. Havet är nära Acuña Rocks i nordvästlig riktning. Trakten är glest befolkad. Närmaste befolkade plats är Bernardo O'Higgins Station, 1,8 kilometer sydost om Acuña Rocks. 